# 科馬薩瓜

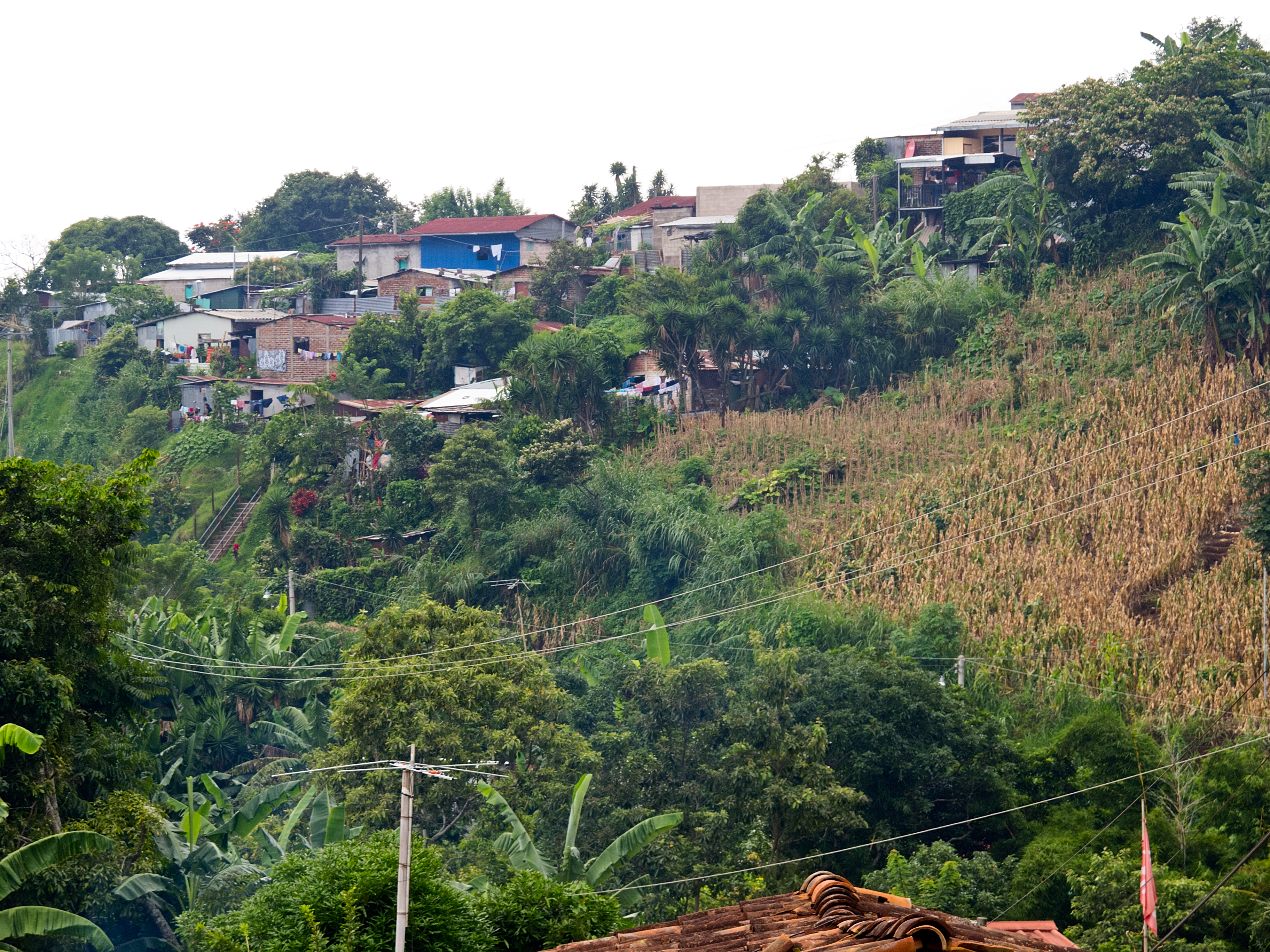

科馬薩瓜（西班牙語：Comasagua），是薩爾瓦多的城鎮，位於該國中西部，由拉利伯塔德省負責管轄，面積75.05平方公里，海拔高度1,008米，2013年人口12,839，人口密度每平方公里171.07人。

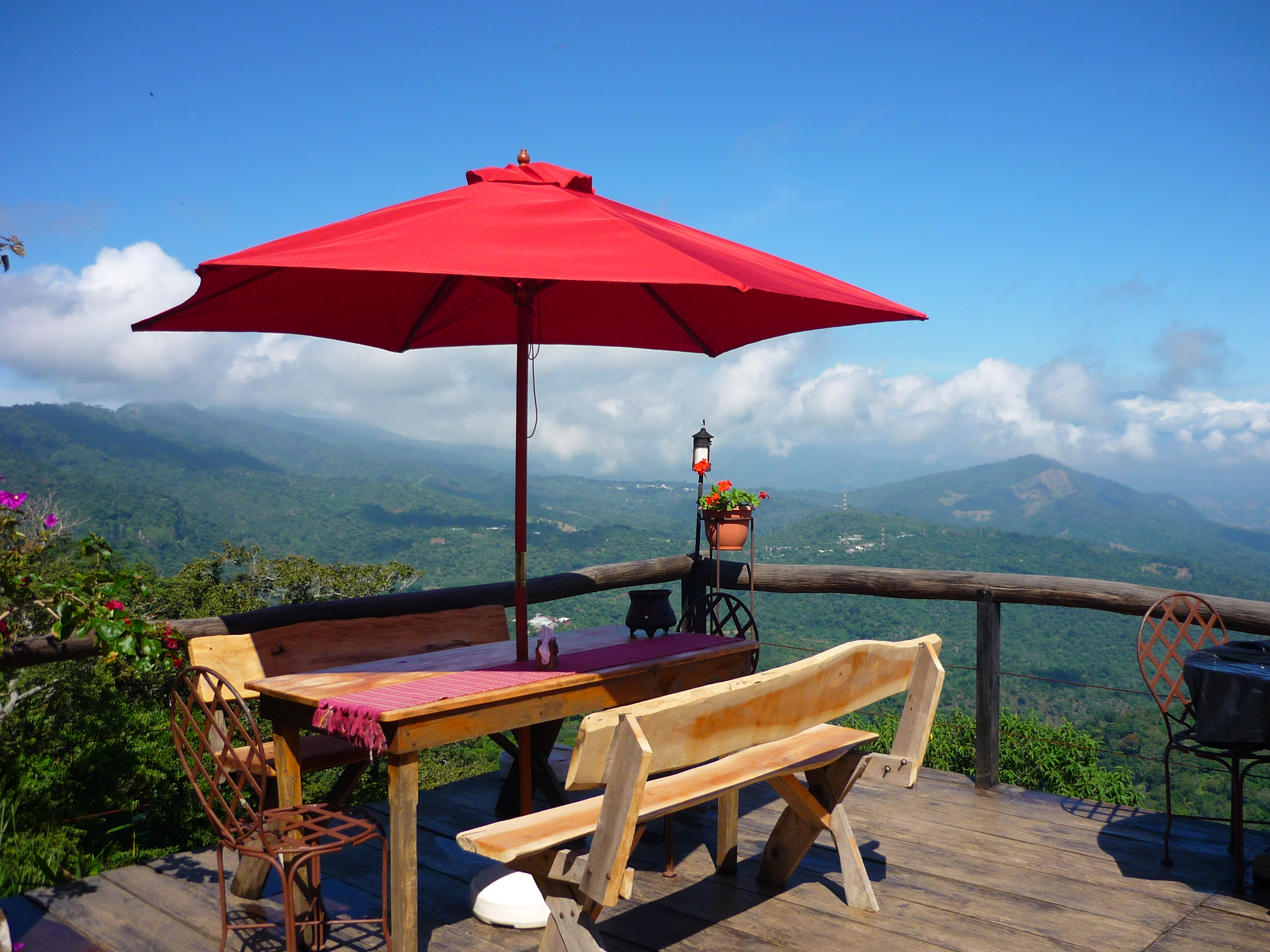

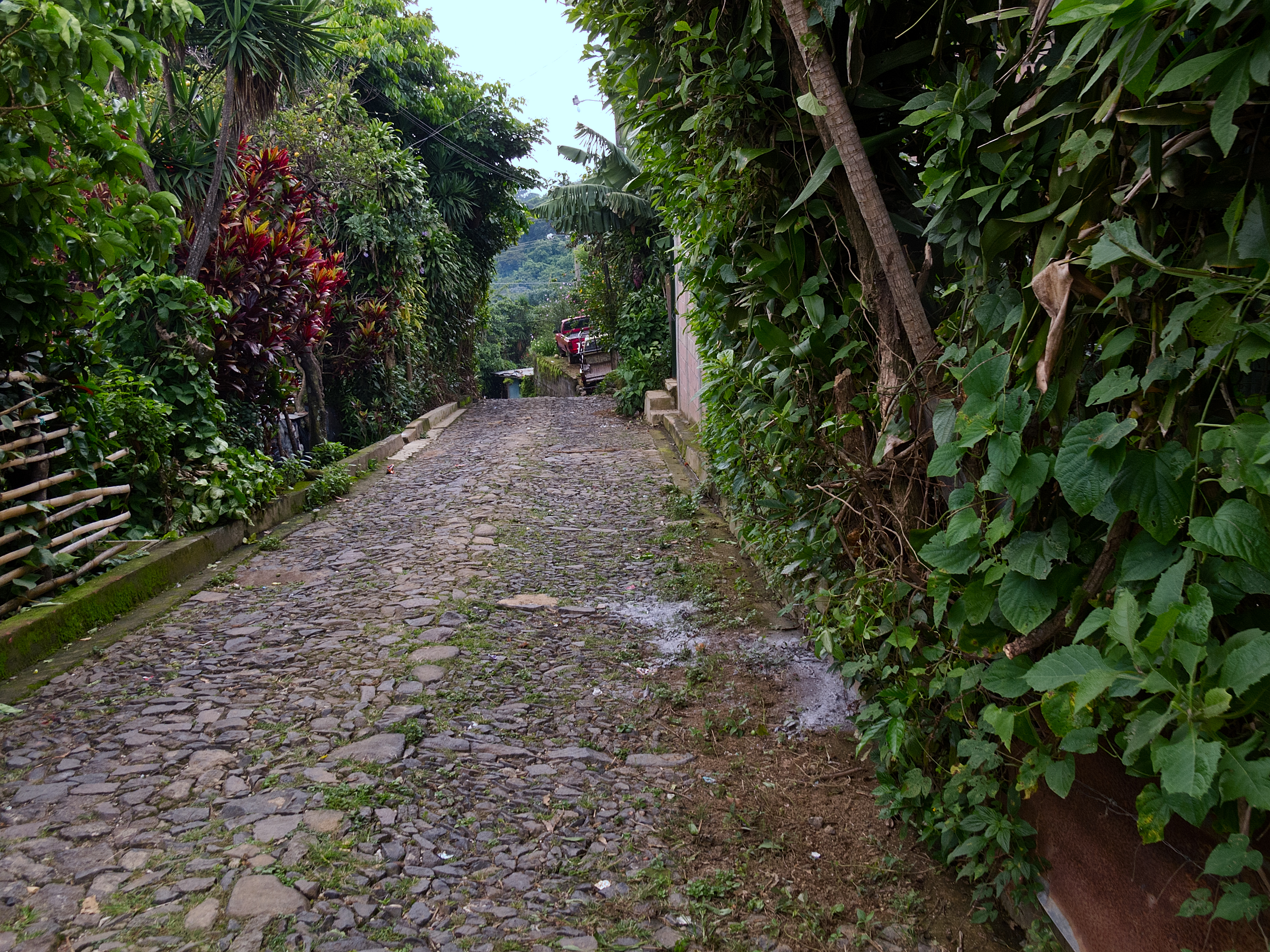

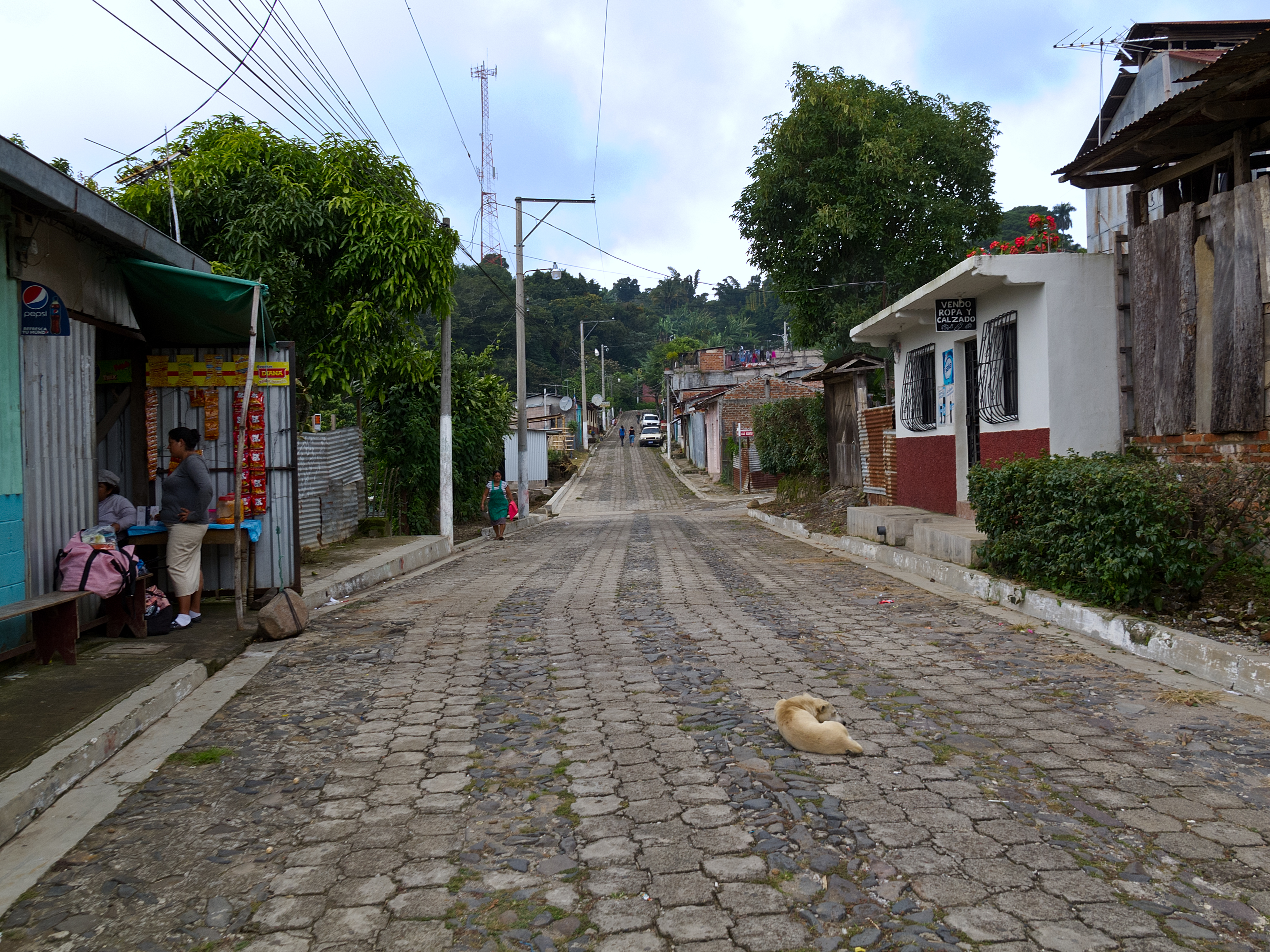

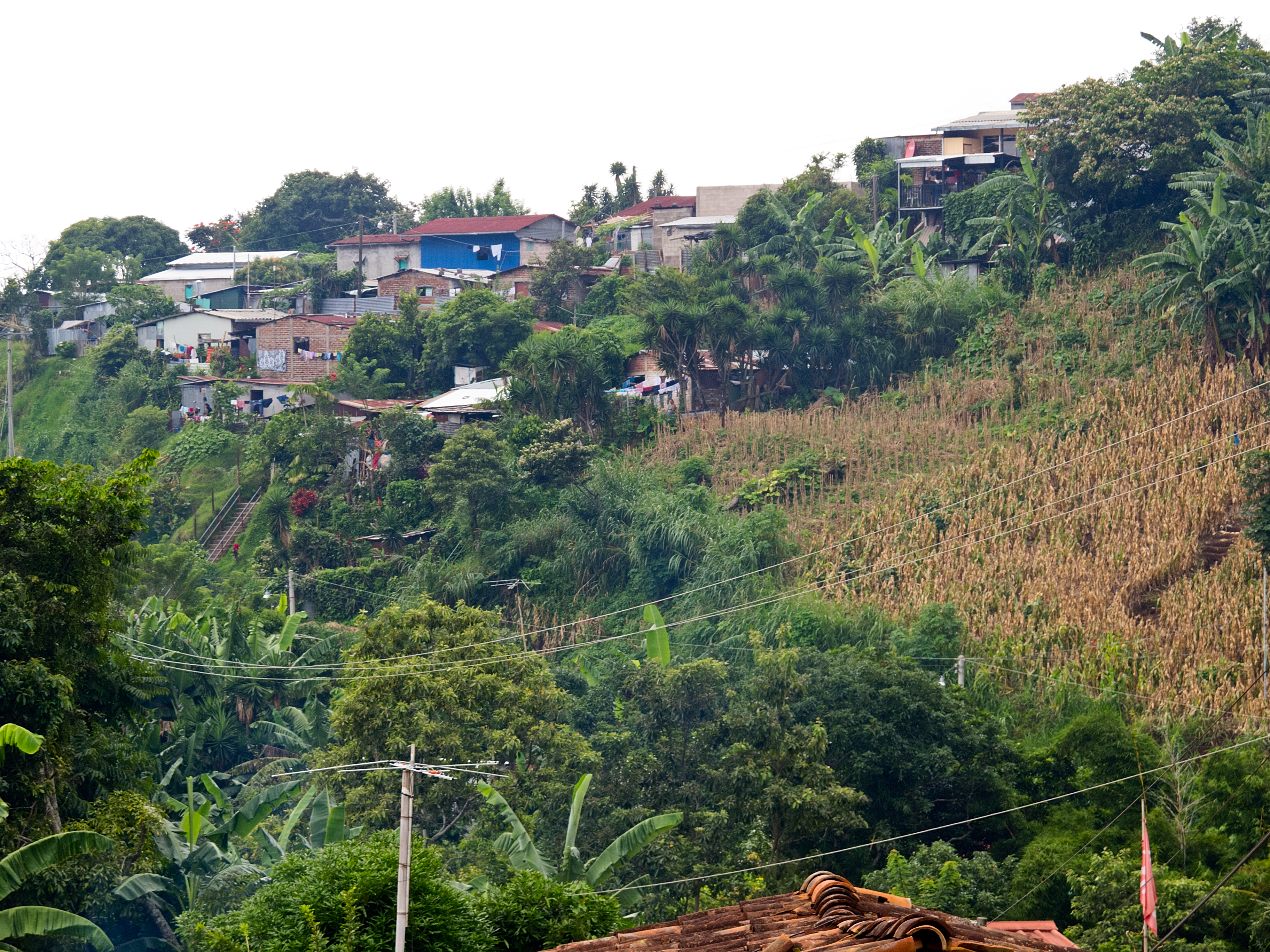

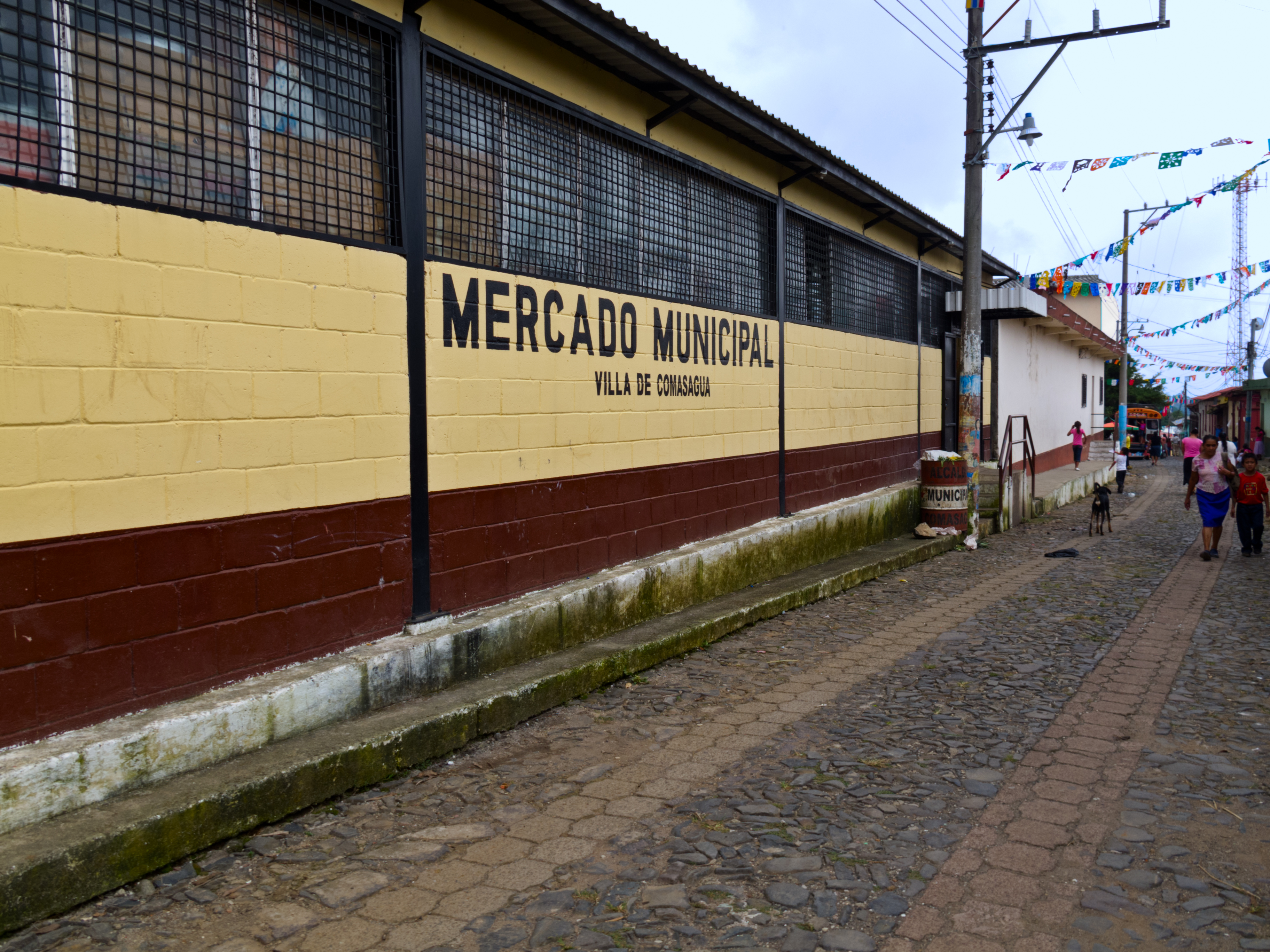

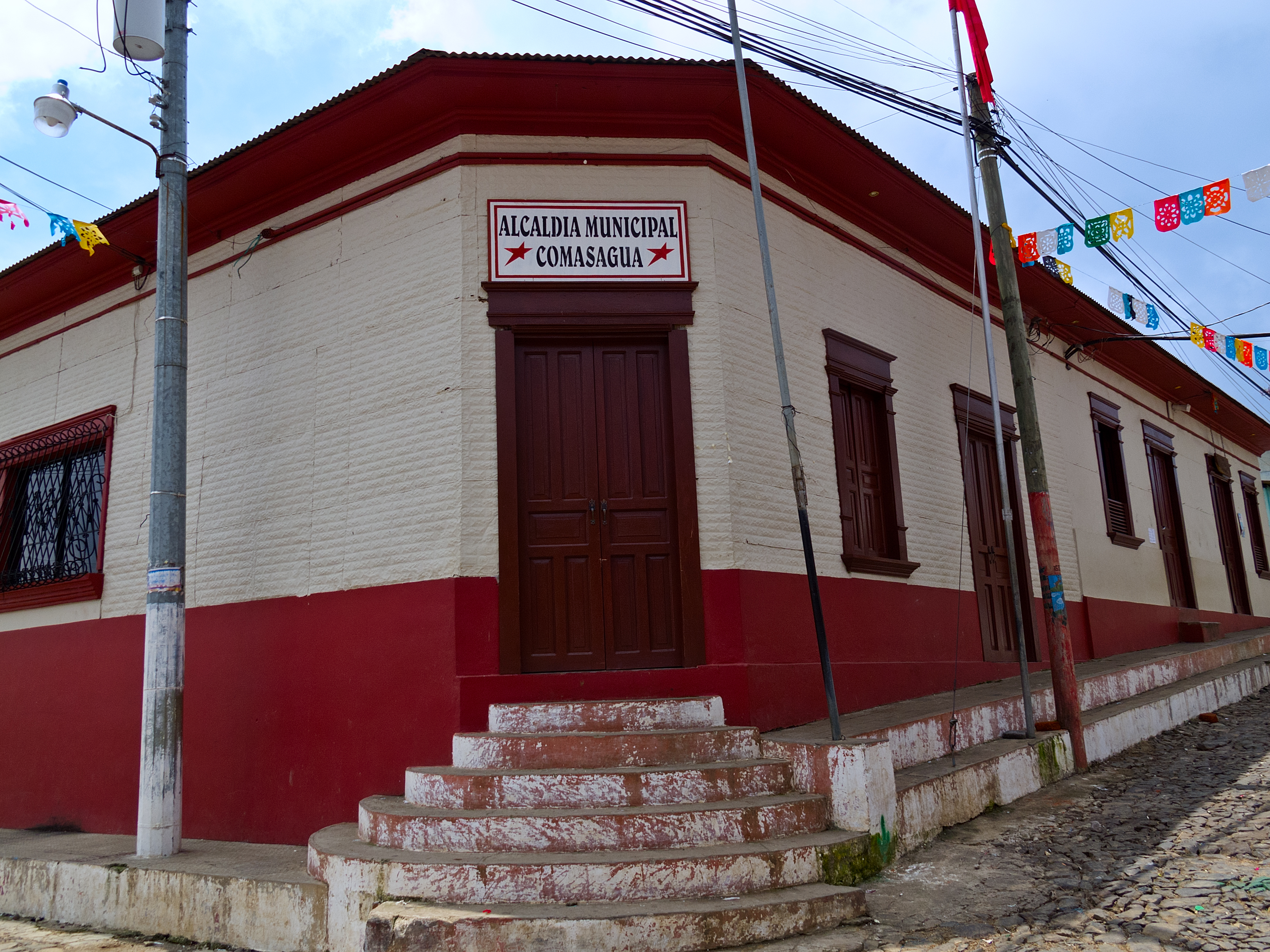

13°38′N 89°23′W / 13.633°N 89.383°W